# Ranitomeya fantastica
Ranitomeya fantastica es una especie de anfibio anuro de la familia Dendrobatidae.

## Distribución geográfica
Esta especie es endémica del Perú. Habita entre los 200 y 600 m de altitud en las regiones de Amazonas, Loreto y San Martín.

## Descripción
Ranitomeya fantastica mide 20 mm.

## Publicación original
- Boulenger, 1884 "1883" : On a Collection of Frogs from Yurimaguas, Huallaga River, Northern Peru. Proceedings of the Zoological Society of London, vol. 1883, n.º 4, p. 635-638[5]